# Бебинген ан дер Ремс
Бебинген ан дер Ремс (њем. Böbingen an der Rems) општина је у њемачкој савезној држави Баден-Виртемберг. Једно је од 42 општинска средишта округа Осталб. Према процјени из 2010. у општини је живјело 4.655 становника. Посједује регионалну шифру (AGS) 8136009.

## Географски и демографски подаци
Бебинген ан дер Ремс се налази у савезној држави Баден-Виртемберг у округу Осталб. Општина се налази на надморској висини од 385 метара. Површина општине износи 12,2 km².

## Становништво
У самом мјесту је, према процјени из 2010. године, живјело 4.655 становника. Просјечна густина становништва износи 381 становника/km².

## Међународна сарадња
| Мјесто | Држава    | Врста сарадње | Од    |
| ------ | --------- | ------------- | ----- |
| Кистен | Француска | партнерство   | 1972. |
| Извор  |           |               |       |